# Petnjica (Šavnik)
Petnjica (Montenegrijns: Петњица) is een plaats in het noorden van Montenegro in de gemeente Šavnik. In 2003 had de plaats 565 inwoners, in overgrote meerderheid etnische Serven of Montenegrijnen.

## Geboren
- Radovan Karadžić (1945), Bosnisch-Servisch psychiater, dichter, alternatief genezer en politicus (voormalig president van de Servische Republiek)
- Vuk Stefanovic Karadzic, is geboren nabij Loznica, maar komt oorspronkelijk uit Petnjica waar een monument voor hem is opgericht.